# نور الروابده
نور الروابده (عربی: نُور الدِّيْن مَحمُود عَلِيّ الرَّوَّابدَة؛ زادهٔ ۲۴ فوریهٔ ۱۹۹۷) بازیکن فوتبال اهل اردن است.
وی همچنین در تیم‌های ملی فوتبال زیر ۲۳ سال اردن و اردن بازی کرده‌است.